# Dębnica (Mazovie)
Pour les articles homonymes, voir Dębnica.
Dębnica (prononciation : [dɛmbˈnit͡sa]) est un village polonais de la gmina de Kazanów dans le powiat de Zwoleń de la voïvodie de Mazovie dans le centre-est de la Pologne.
Il se situe à environ 4 kilomètres au nord de Kazanów (siège de la gmina), 11 kilomètres au sud-ouest de Zwoleń (siège du powiat) et 107 kilomètres au sud de Varsovie (capitale de la Pologne).

## Histoire
De 1975 à 1998, le village appartenait administrativement à la voïvodie de Radom.